# Русько-Нікольське
Ру́сько-Ні́кольське (рос. Русско-Никольское) — село у складі Пачелмського району Пензенської області, Росія.
Населення — 247 осіб (2010; 314 у 2002).
Національний склад станом на 2002 рік:
- росіяни — 99 %